# Anastatus amarus
Anastatus amarus is een vliesvleugelig insect uit de familie Eupelmidae. De wetenschappelijke naam is voor het eerst geldig gepubliceerd in 1957 door Subba Rao.